# Jaime Moreno Morales
Jaime Moreno Morales (19 de gener de 1974) és un exfutbolista bolivià.

## Selecció de Bolívia
Va formar part de l'equip bolivià a la Copa del Món de 1994.

## Referències

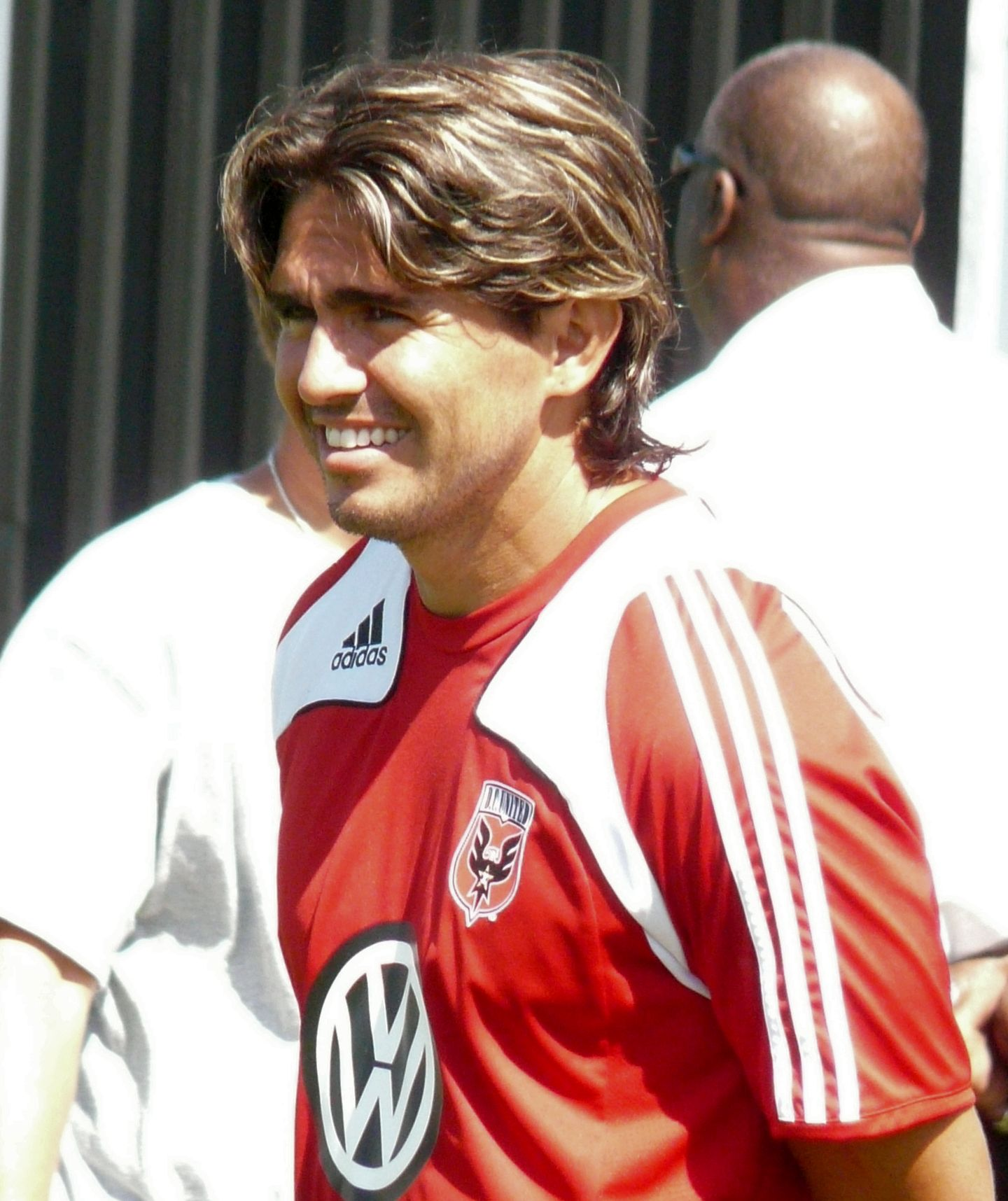
Moreno a D.C. United el 2008.